# Bo Spellerberg
Bo Dybdal Spellerberg (* 24. Juli 1979 in Gladsaxe) ist ein dänischer Handballtrainer und ehemaliger Handballspieler.

## Spielerlaufbahn

### Verein
Spellerberg gelangte über die Vereine KFUM Kopenhagen und FIF zu KIF Kolding, für den der Rückraumspieler von 2002 bis 2018 mit kurzer Unterbrechung aktiv war. Mit Kolding gewann er sechs Meisterschaften und holte drei Pokalsiege. In den Jahren 2006 und 2013 wurde er zu Dänemarks Handballer der Jahres gewählt. Von April bis Juli 2008 half er kurzfristig beim spanischen Erstligisten CB Cantabria Santander aus. Ab der Saison 2018/19 war er beim Schweizer Verein TSV St. Otmar St. Gallen als Spielertrainer tätig. Im Sommer 2020 schloss sich Spellerberg dem dänischen Zweitligisten HØJ an, bei dem er bis Dezember 2023 als Spieler und Co-Trainer fungierte.

### Nationalmannschaft
Sein Länderspieldebüt in der dänischen Nationalmannschaft gab Spellerberg am 9. März 2000. Mit der dänischen Auswahl wurde er bei der Europameisterschaft 2008 in Norwegen und bei der Europameisterschaft 2012 in Serbien Europameister, außerdem belegte er bei Europameisterschaften zweimal den dritten Platz. Bei der Weltmeisterschaft 2007 in Deutschland bestritt er drei Vorrundenspiele, jedoch konnte er anschließend aufgrund einer Zerrung nicht an der Hauptrunde teilnehmen. Im Sommer 2012 nahm er an den Olympischen Spielen in London teil. 2013 gewann er bei der Weltmeisterschaft die Silbermedaille. Bei der Europameisterschaft 2014 im eigenen Land wurde er Vize-Europameister. Bislang absolvierte er 245 Länderspiele, in denen er 332 Treffer erzielte.

### Erfolge
- Dänischer Meister: 2003, 2005, 2006, 2009, 2014, 2015
- Dänischer Pokalsieger: 2005, 2007, 2014
- WM-Silber 2013
- WM-Bronze 2007
- Europameister 2008, 2012
- EM-Silber 2014
- EM-Bronze 2002, 2006
- U-21-Weltmeister 1999[8]

## Trainerlaufbahn
Im Dezember 2023 übernahm Spellerberg die Frauenmannschaft København Håndbold.

## Privates
Bo Spellerberg war mit der ehemaligen Handballspielerin Louise Svalastog Spellerberg verheiratet.